# Haloptilus ornatus
Haloptilus ornatus är en kräftdjursart som först beskrevs av Giesbrecht 1892.  Haloptilus ornatus ingår i släktet Haloptilus och familjen Augaptilidae. Inga underarter finns listade i Catalogue of Life.